# المكتبة العامة الرقمية الأمريكية
المكتبة العامة الرقمية الأمريكية (DPLA) هو موقع ويب من نوع مكتبة رقمية أنشئ في 2010، أطلقت رسميا في 18 أبريل 2013، بعد 2.5 سنوات من التطوير، يقع مقره الرئيسي في الولايات المتحدة، وهو متوفر باللغة الإنجليزية.

## لمحة عامة
المكتبة العامة الرقمية الأمريكية هي أداة اكتشاف، أو كتالوج موحد، للمجال العام والمحتوى المرخص صراحة من قبل محفوظات الولايات المتحدة والمكتبات والمتاحف، وغيرها من المؤسسات التراث الثقافي. وقد بدأ من قبل مركز بيركمان لإنترنت والمجتمع في جامعة هارفارد في عام 2010، بدعم مالي من مؤسسة ألفريد بي سلون،  ، وتلقى بعد ذلك تمويلا من عدة مؤسسات ووكالات حكومية، بما في ذلك الوقف الوطني الأمريكي للعلوم الإنسانية، ومؤسسة بيل وميليندا غيتس. ويهدف إلى توحيد مصادر مختلفة مثل مكتبة الكونغرس، وأرشيف الإنترنت، ومجموعات أكاديمية مختلفة، ويفترض أن أي مجموعة أخرى من شأنها أن تكون ذات مغزى. هناك نزاع مستمر حول ما يسمى «المصنفات اليتيمة» وغيرها من مسائل حقوق التأليف والنشر. "  يقول جون بالفري، المدير المشارك لمركز بيركمان في عام 2011:" نحن نطمح إلى إنشاء نظام يمكن للأمريكيين الحصول على المعلومات والمعرفة في أشكال رقمية بطريقة «مجانية للجميع». «وهو ليس بأي حال من الأحوال خطة لتحل محل المكتبات، بل خلق مورد مشترك للمكتبات ورعاة من جميع الأنواع».
وتربط هذه الشراكة بين مراكز الخدمة، بما في ذلك اثني عشر مكتبا إقليميا فرعيا وإقليميا رئيسيا أو تعاون للمكتبات، فضلا عن ستة عشر مركزا للمحتوى يحافظ على علاقة فردية مع إدارة الشؤون القانونية.

## مجلس الإدارة
في سبتمبر 2012، تم تعيين مجلس إدارة أولي لتوجيه قانون سياسات التنمية: كاثي كاسيرلي، الرئيس التنفيذي لمؤسسة المشاع الإبداعي؛ بول كورانت، أمين مكتبة الجامعة وعميد المكتبات، هارولد ت. شابيرو أستاذ جامعي للسياسة العامة، أستاذ آرثر ف. ثورناو، أستاذ الاقتصاد وأستاذ الإعلام بجامعة ميشيغان؛ لورا ديبونيس، المدير السابق لشراكات المكتبات لبحث الكتب من غوغل؛ لويس هيريرا، أمين مكتبة المدينة لمدينة سان فرانسيسكو؛ وجون بالفري، رئيس المدرسة، وأكاديمية فيليبس أندوفر. في عام 2015، خلفت جون بالفري، الرئيس المؤسس للمجلس، من قبل آمي ريان من مكتبة بوسطن العامة وانضمت جينيفر أيضا إلى المجلس.
تم تعيين دانيال جيه كوهين كمدير تنفيذي مؤسس في مارس 2013.

## التاريخ

### 2012 اللجنة التوجيهية للمشروع
وقد قامت لجنة توجيهية بقيادة مرحلة التخطيط لمبادرة المكتبة الرقمية من البداية من خلال إطلاقها في عام 2013. وشمل أعضاء اللجنة التوجيهية للمشروع روبرت دارنتون بجامعة هارفارد، ومورا ماركس، وجون بالفري؛ بول كورانت من جامعة ميشيغان، كارلا هايدن ثم المكتبة الحرة اينوك برات في بالتيمور ومن ثم أمين مكتبة الكونغرس، تشارلز ج. هنري من المجلس الأمريكي للمكتبات وموارد المعلومات، لويس هيريرا من مكتبة سان فرانسيسكو العامة، سوزان هيلدريث من الولايات المتحدة معهد الحكومة من متحف ومكتبة الخدمات (الذي استقال من اللجنة التوجيهية لتجنب تضارب المصالح المتعلقة بالتمويل من IMLS)، بروستر كال، مايكل A. كيلر من جامعة ستانفورد، كارل مالامود، مستشار ديانا B ماركوم، جيروم مكغان، دوايت ماكينفايل من مكتبة مقاطعة جورج تاون في ولاية كارولينا الجنوبية، بيجي رود من مكتبة ولاية تكساس ومكتبات الأرشيف، ايمي ريان من مكتبة بوسطن العامة، ديفيد سبادافورا من مكتبة نوبري في شيكاغو، ودورون ويبر من مؤسسة سلون. وشمل آخرون يعملون في المشروع ديفيد فاينبرجر من جامعة هارفارد.

### الانتقادات
وشملت انتقادات المشروع خلال مرحلة التخطيط: غموضه، وانعدام التماسك الداخلي، والتداخل المحتمل الزائد مع جهود مماثلة (مثل مشروع غوتنبرغ)، وإمكانية إعادة توجيه الدعم المالي بعيدا عن المكتبات العامة القائمة.

## وصلات خارجية
- الموقع الرسمي